# Michael Amir Murillo
Michael Amir Murillo (Cidade do Panamá, 11 de fevereiro de 1996), é um futebolista panamenho que atua como lateral. Atualmente, joga pelo Olympique de Marseille.